# Ranieri Mazzilli
Pascoal Ranieri Mazzilli (Caconde, 27 d'abril de 1910 — São Paulo 21 d'abril de 1975) va ser un advocat, periodista i polític brasiler, havent estat president de Brasil en dos moments durant el 17° període del Govern Republicà. El primer, després de la renúncia del titular Jânio Quadros, i durant l'absència del vicepresident João Goulart, que estava en visita oficial a la República Popular de la Xina. En aquest període, Mazzilli va governar el país durant catorze dies, de 25 d'agost a 8 de setembre de 1961. Mazzilli va governar Brasil, per segona vegada, de 2 d'abril de 1964 fins a 15 d'abril de 1964, nomenat per la Junta Militar Provisional que governava el país des del cop d'estat del 1r d'abril.